# Antun Vojnić Purčar
Antun Vojnić Purčar (1904. - ?) je bio vojvođanski novinski djelatnik, simpatizer partizanskog pokreta iz zajednice bačkih Hrvata.
Prije drugog svjetskog rata surađivao je s hrvatskim omladinskim književnim časopisom za kulturu iz Subotice Bunjevačkim kolom Balinta Vujkova.
Bio je jednim od vodećih ljudi zajednice subotičkih Hrvata nakon oslobođenja, u kojoj su tu ulogu preuzeli prijeratni ljevičari poput Vojnića Purčara, Balinta Vujkova, Matije Poljakovića, Blaška Vojnića Hajduka, Marka Peića te partizani i simpatizeri partizanskog pokreta poput Lajče Jaramazovića i Geze Tikvickog.
Bio je glavnim i odgovornim urednikom Subotičkih novina od 12. travnja 1946. godine, naslijedivši Dragutina Frankovića. Dužnost je obnašao do 27. kolovoza 1948. godine, kad je tu dužnost preuzeo Balint Vujkov.